# Rascom-QAF 1
Rascom-QAF 1, conosciuto anche come Rascom 1, è stato il primo satellite per telecomunicazioni interamente dedicato all'Africa. 
È stato costruito da Thales Alenia Space per conto di RascomStar-QAF, un'impresa privata con sede a Mauritius, che ha operato in virtù di un accordo con l'organizzazione intergovernativa africana RASCOM. In considerazione della sede legale dell'impresa committente, è considerato indirettamente il primo satellite mauriziano. 
Il lancio è stato effettuato il 21 dicembre 2007 dal Centro spaziale guyanese con un razzo vettore Ariane 5. Il satellite, con una massa al lancio di 3.200 Kg, era dotato di 20 transponder, di cui 12 operanti in Banda Ku e 8 operanti in banda C; doveva assicurare copertura a tutta l'Africa, al Medio Oriente e a parte dell'Europa. Una perdita di elio pressurizzato avvenuta nel satellite poco dopo l'entrata in orbita ne ha ritardato l'attivazione, per cui ha raggiunto l'orbita geostazionaria prevista, in posizione a 2,8ª E, solo all'inizio di febbraio 2008. Il guasto ha comunque ridotto la vita operativa del satellite (programmata per 15 anni) a due anni e mezzo, per cui Thales Alenia si è impegnata a costruire per RascomStar un nuovo satellite, denominato Rascom-QAF 1R. Rascom-QAF 1 è stato ritirato dal servizio nell'ottobre 2010 e posto in orbita cimitero.